# Otterstadt
Otterstadt est une municipalité de la Verbandsgemeinde Waldsee, dans l'arrondissement de Rhin-Palatinat, en Rhénanie-Palatinat, dans l'ouest de l'Allemagne.

## Références

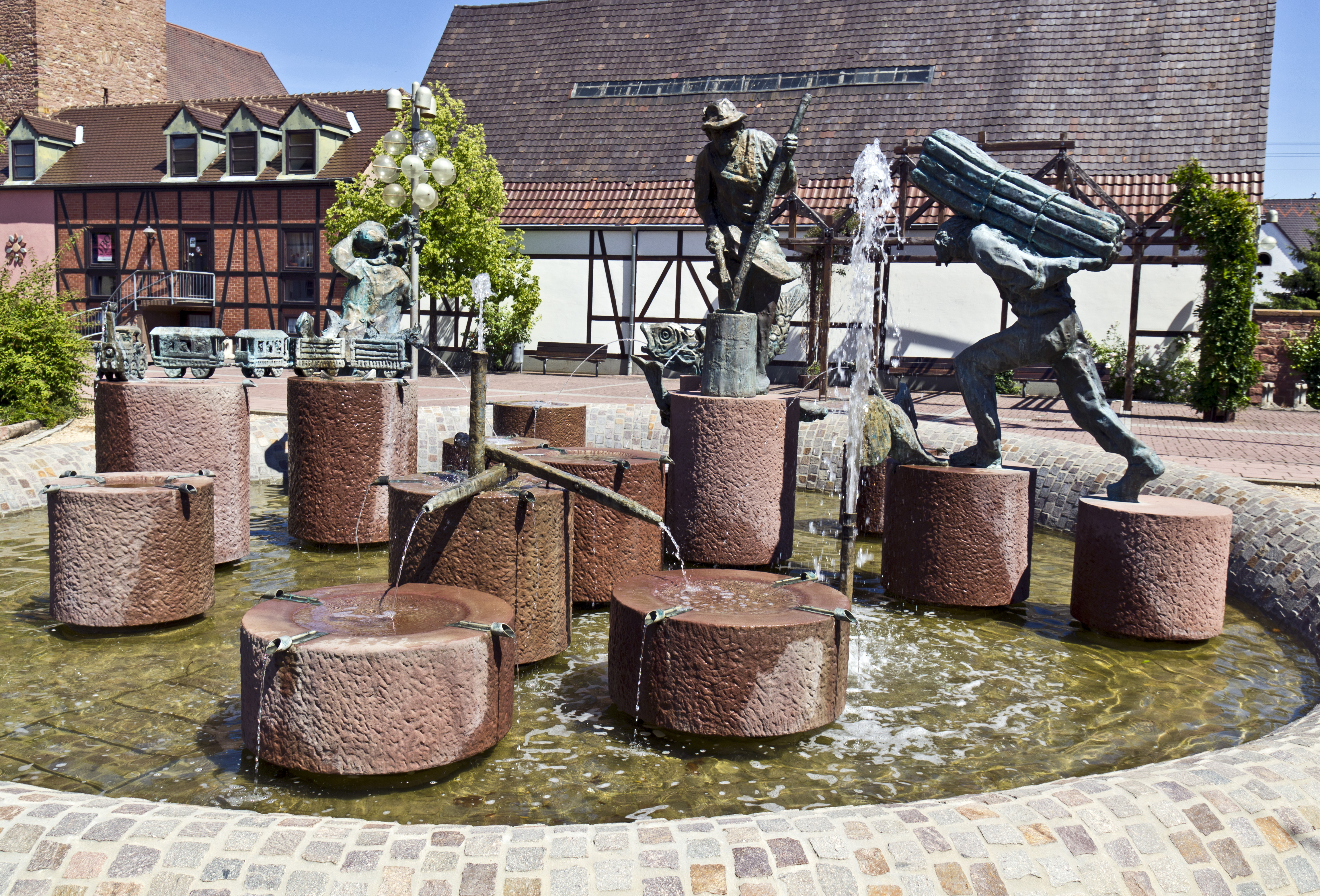
Otterstadt Stickelspitzerbrunnen

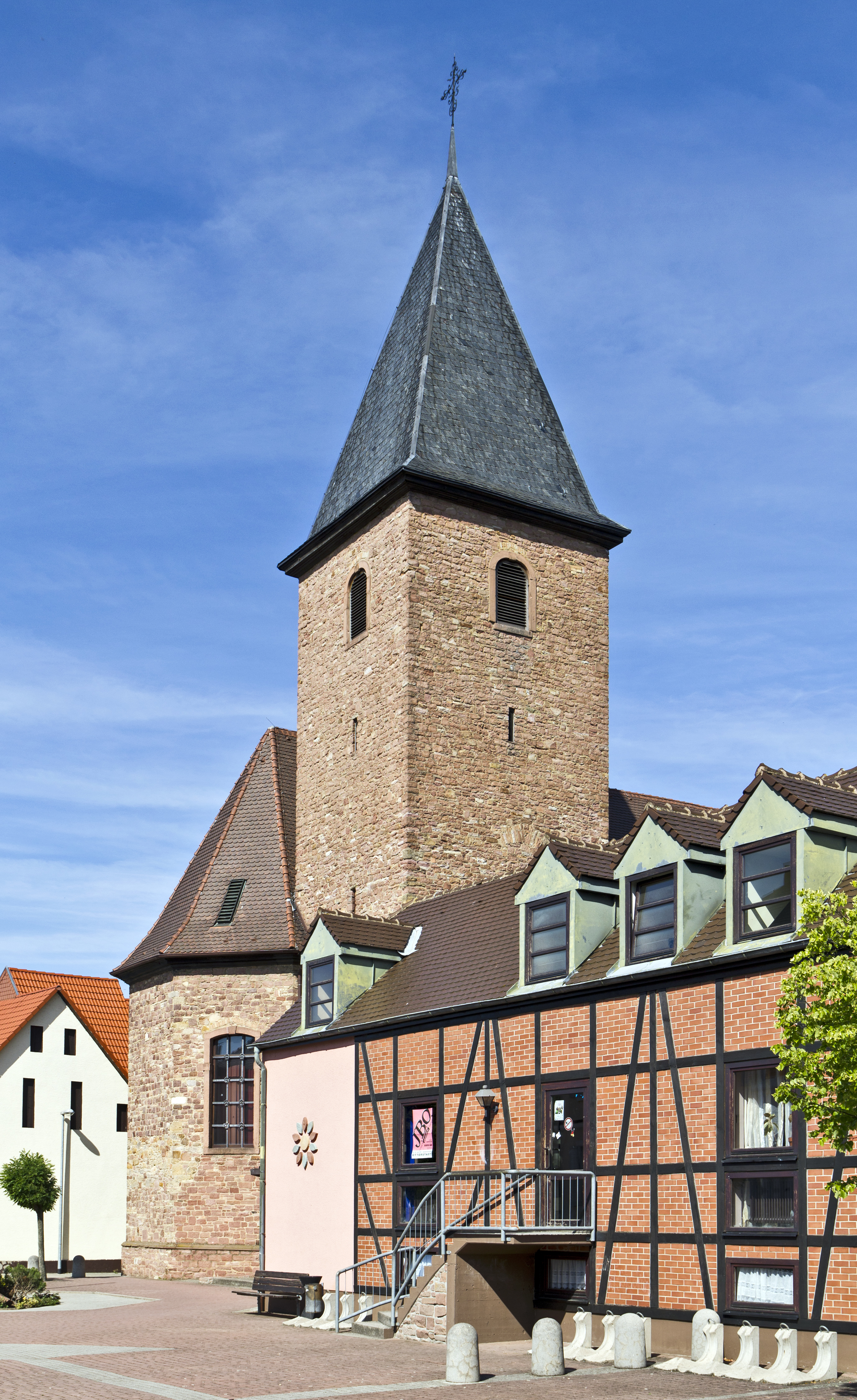
Otterstadt